# Klingons
Os klingons são uma raça alienígena fictícia criada para a série televisiva Star Trek (O caminho das estrelas, em Portugal, e Jornada nas Estrelas, no Brasil).

## História dos klingons

### Origens dos klingons
Segundo a mitologia de Star Trek, os klingons são naturais do Planeta Qo'noS (pronuncia-se Kronos). Há milhares de anos desenvolveram uma avançada cultura, na qual havia conhecimento de astronomia, engenharia, medicina, direito e artes.

### Tecnologia e expansão
A partir do desenvolvimento de naves interplanetárias que alcançam a velocidade de dobra, passaram a criar colônias em planetas na imediação de seu sistema. Essa colonização é a origem do Império Klingon.

### Militarismo klingon
Em meados do século XXI terrestre, a sociedade klingon passa a ser governada pela casta guerreira, que forma o Império e implanta uma cultura que preza a guerra e a honra.

### Imperialismo klingon
Suas ações imperialistas levam ao conflito com os governos da Federação dos Planetas Unidos (da qual fazem parte a Terra, Vulcano, Alpha Centauri, Telar e Denobulo, entre outros), e com o Império Romulano.

### Tratado de paz
No século XXIII terrestre, a explosão de um satélite de Kronos (Praxis) é socorrida por naves da federação entre elas a NCC1701 - USS Enterprise - o que leva à assinatura de um tratado de Paz entre os klingons e a Federação, através do qual os klingons não se juntam à federação mas a consideram aliada.
Porém, o tenente Worf que atua na USS Enterprise (NCC-1701-D) e na USS Enterprise (NCC-1701-E) como oficial tático e B'Elanna Torres engenheira da nave USS Voyager são dois Klingons que fazem parte da Frota Estelar como oficiais seniors

## Cultura klingon
A cultura klingon se baseia basicamente nos ensinamentos do Maior Guerreiro klingon, Kahless (o inesquecível), com base na honra e na lealdade.
A força bruta para os klingons pode representar força e poder.

## Língua klingon
Existe também a língua klingon (tlhIngan Hol, em klingon), criada pelo respeitado filólogo Marc Okrand; também criador da língua artificial para o mundo da ficção científica chamada vulcan (Ver Marc Okrand sobre a invenção dos idiomas klingon e vulcan, na seção de ligações externas).
Três livros já foram publicados em klingon, a saber: ghIlghameS (Gilgamesh), The Klingon Hamlet (Hamlet), e paghmo tIn mIS (Much Ado About Nothing).

## Concurso de beleza Miss Klingon

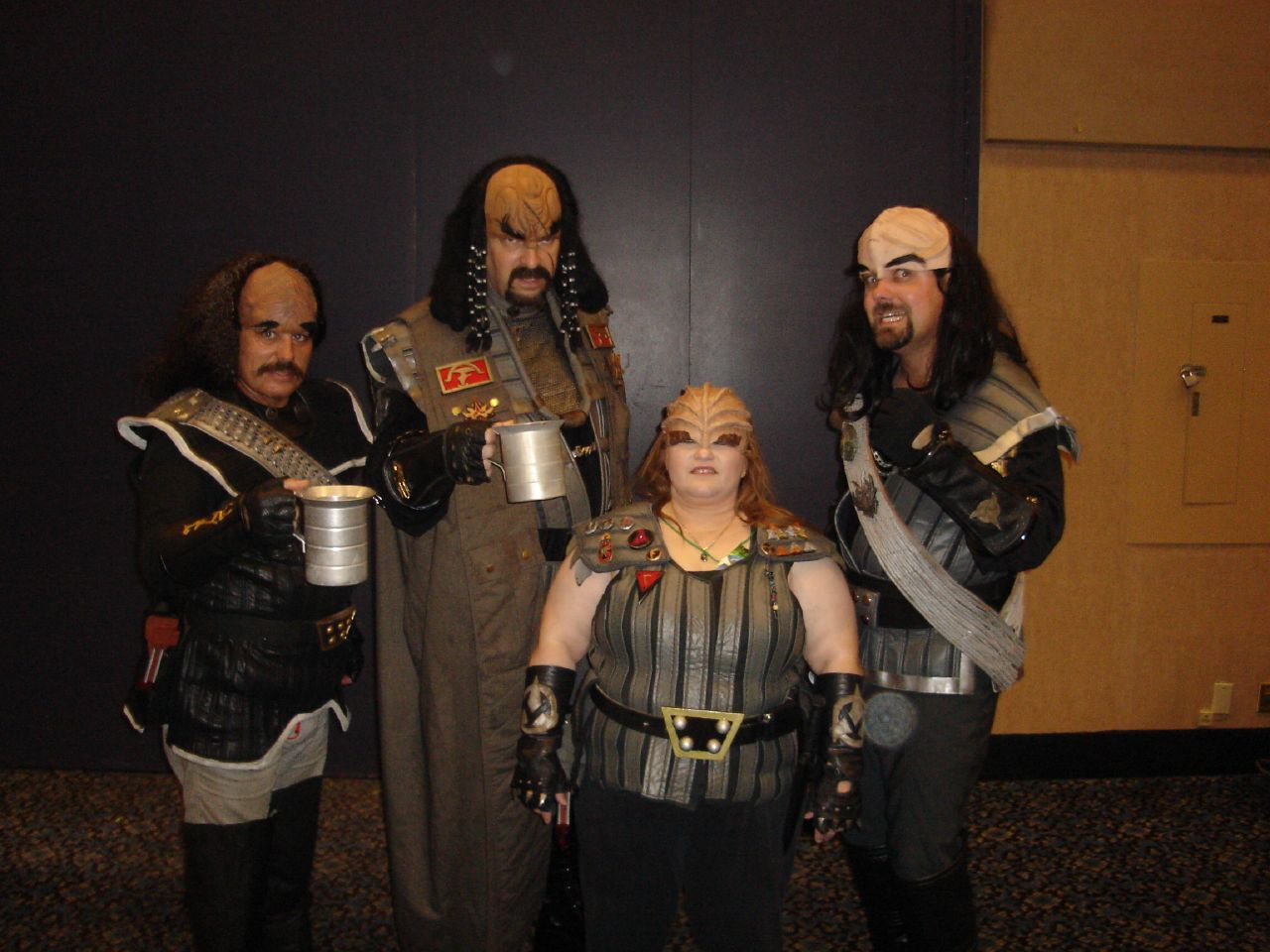
Fãs vestidos a moda klingon numa convenção de Star Trek.

Na cidade de Atlanta, estado da Geórgia, nos Estados Unidos, ocorre anualmente o concurso de beleza feminino Miss Klingon Empire Beauty Pageant. As participantes precisam ter pelo menos vinte e um anos de idade mas não é necessário que sejam membros de nenhuma organização cultural klingon. Três são as categorias oficiais às quais se submetem as todas as candidatas: Beleza, Talento, e Personalidade. Este evento faz parte da convenção de ficção científica Dragon Con (também Dragon*Con).
Várias pessoas famosas, ligadas ao mundo da ficção científica, já participaram deste evento como jurados ou convidados especiais, tais como: George Takei, Brent Spiner, Robert Picardo, Jonathan Frakes, etc.